# Ordine di Santa Maria della Mercede

Lo stemma dell'ordine

L'Ordine di Santa Maria della Mercede (in latino Ordo Beatae Mariae Virginis de Mercede) è un istituto religioso maschile di diritto pontificio: i frati di questo ordine mendicante, detti mercedari, pospongono al loro nome la sigla O. de M.
L'ordine venne fondato a Barcellona il 10 agosto 1218 da Pietro Nolasco con lo scopo di liberare i prigionieri cristiani fatti schiavi dei musulmani o dei pagani (a tal fine, i mercedari aggiungono ai tre voti consueti un quarto voto, detto "di redenzione", mediante il quale si impegnano a sostituire con la loro persona i prigionieri in pericolo di rinnegare la fede) e venne approvato il 17 gennaio 1235 da papa Gregorio IX, che assegnò ai religiosi come norma fondamentale la regola di sant'Agostino.
Data la sua finalità, in origine l'ordine ebbe carattere laicale e militare ma agli inizi del XIV secolo la componente clericale divenne prevalente e i maestri generali iniziarono a essere eletti tra i sacerdoti. I mercedari vennero assimilati agli ordini mendicanti nel 1690.
Nello spirito della riforma che seguì il concilio di Trento l'ordine si divise in un ramo "calzato" e in uno "scalzo", divenuto poi indipendente.
Dopo la scomparsa della schiavitù i mercedari si specializzarono nell'insegnamento e nell'apostolato missionario: dopo il concilio Vaticano II, secondo lo spirito del fondatore, i frati hanno ripreso il contrasto alle nuove forme di schiavitù di carattere politico, sociale e psicologico.

## Storia

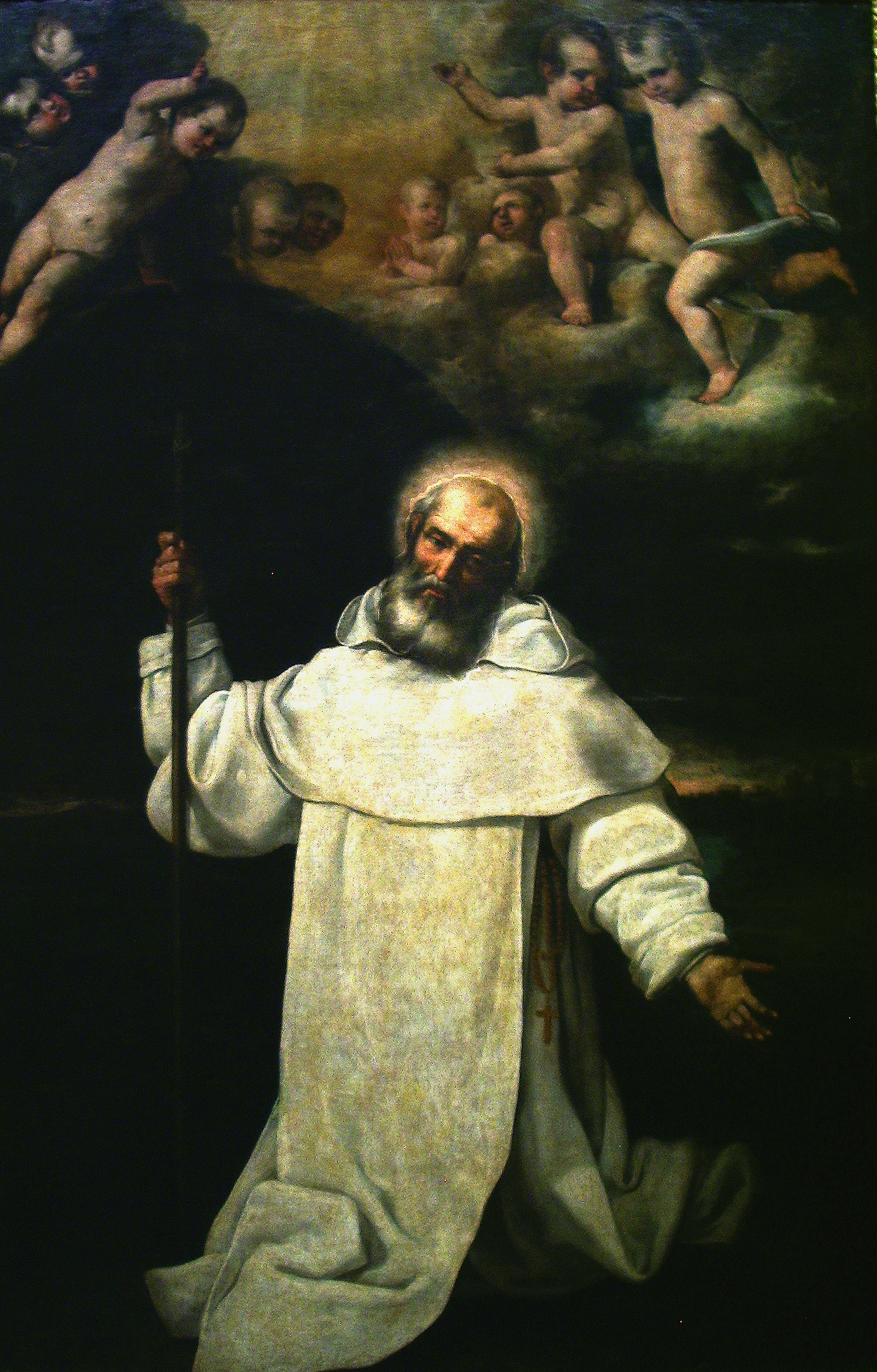
San Pietro Nolasco, fondatore dell'ordine, in un dipinto di Jusepe Martínez

### Il fondatore
Pietro Nolasco nacque a Mas-Saintes-Puelles, nella Francia meridionale, attorno al 1180. Al tempo della crociata contro gli albigesi si trasferì a Barcellona per esercitarvi la mercatura: tale attività gli consentì di entrare in contatto con i mercanti arabi e gli fece conoscere la realtà del commercio di schiavi. Decise quindi di impiegare tutti i suoi beni per riscattare i prigionieri cristiani in mano ai musulmani e radunò attorno a sé alcuni compagni disposti a collaborare alla sua opera.
Secondo la tradizione agiografica nella notte tra il 1º e il 2 agosto 1218 ebbe la visione della Vergine che gli ispirò la fondazione di un ordine interamente consacrato alla redenzione degli schiavi; una leggenda più tarda (attestata solo dal XIV secolo) riferisce che anche il re d'Aragona Giacomo I e Raimondo di Peñafort, che appoggiarono e sostennero la nascita dell'ordine, assistettero all'apparizione. Il 10 agosto, assieme a un gruppo di giovani, ricevette l'abito religioso dalle mani del vescovo Berenguer de Palou nella cattedrale di Sant'Eulalia a Barcellona, dando inizio all'ordine. Alcune lettere di sovrani della Corona di Aragona (Giacomo II, Pietro IV) confermerebbero l'ipotesi del 1218 come data di fondazione, fissata per la prima volta nel relato storico di Nadal Gaver (Speculum Fratrum).

### Le origini dell'ordine
Giacomo I concesse a Pietro Nolasco alcuni locali situati in via Canonja a Barcellona, attigui alla residenza reale, dai quali vennero ricavati un'infermeria e una cappella dedicata a Sant'Eulalia: dal titolo della chiesa della loro casa madre, i religiosi presero il nome di fratelli di sant'Eulalia che venne utilizzato per designare i mercedari fino al 1232, quando il governatore generale di Catalogna, Raimondo de Plegamans, donò a Pietro Nolasco un terreno sulla spiaggia di Barcellona perché vi erigesse un ospedale. La cappella del nuovo convento venne intitolata a Nostra Signora della Mercede, che diede il nome all'ordine.
Pietro Nolasco assegnò a ogni convento mercedario una circoscrizione nella quale questuare denaro da impiegare per il riscatto dei prigionieri; nelle zone dove i religiosi non erano presenti, istituì delle confraternite i cui membri, oltre a supportare con la preghiera l'opera dei religiosi, raccogliessero le offerte; gli schiavi liberati, infine, venivano condotti nelle città e nei villaggi dove era stato raccolto il denaro per riscattarli per parlare degli orrori della schiavitù e per testimoniare ai benefattori il buon impiego delle loro offerte.
Poiché per l'opera di redenzione degli schiavi era necessario che i mercedari prendessero anche parte a fatti d'armi che lo stato clericale non consentiva, l'ordine in principio ebbe un carattere essenzialmente militare e fu composto principalmente da religiosi laici. Era prevista pure la presenza di sacerdoti per l'assistenza spirituale dei frati.
Nel 1256, alla morte del fondatore, i conventi dell'ordine erano diciotto, sparsi nel regno d'Aragona e nella Francia meridionale.

### Lo sviluppo dell'ordine

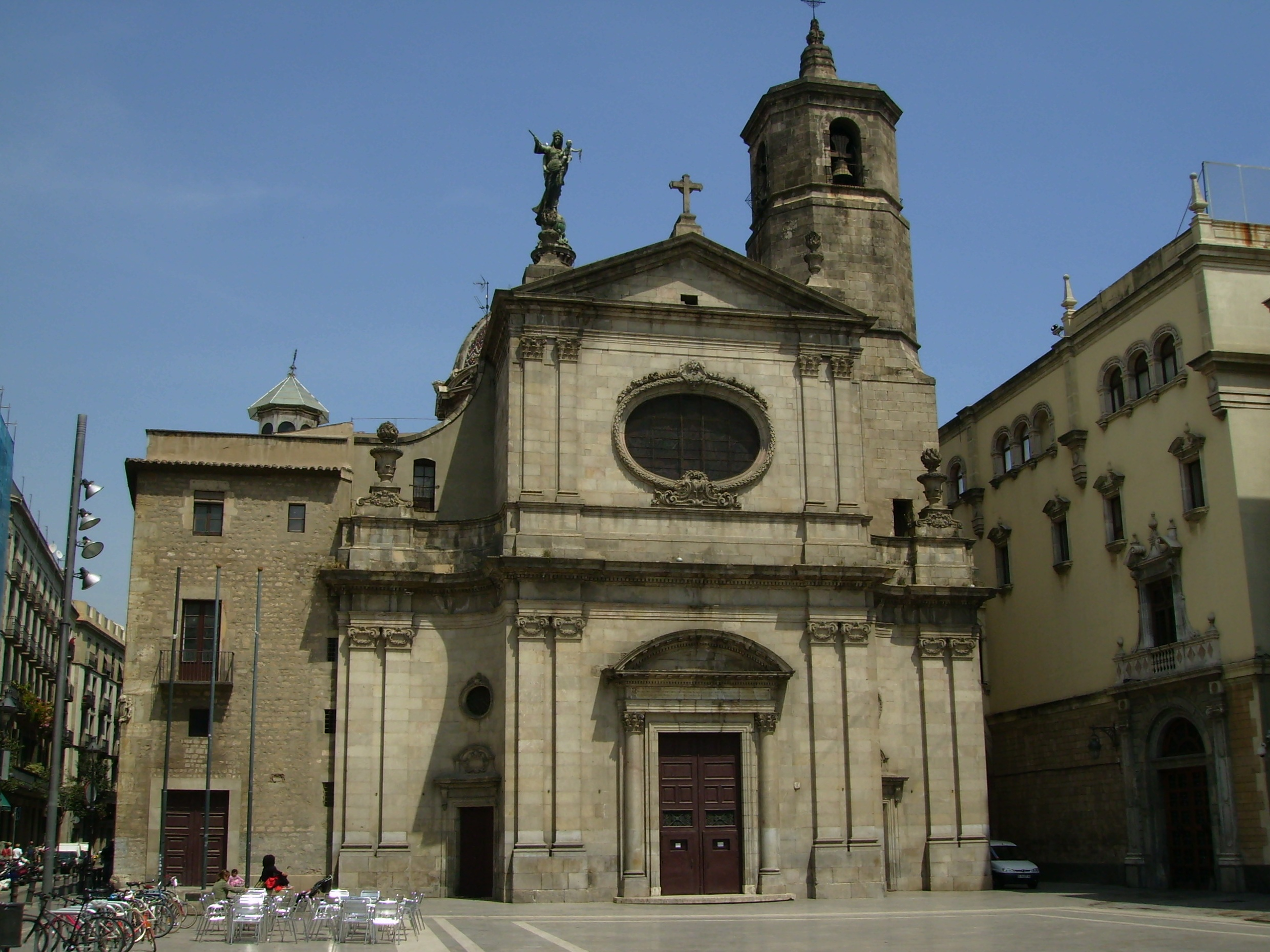
La basilica di Nostra Signora della Mercede a Barcellona, casa madre dell'ordine

L'ordine conservò il carattere militare-cavalleresco delle origini fino al 1317, quando il capitolo generale dei mercedari riunitosi a Puig elesse alla carica di maestro generale, per la prima volta, un sacerdote: Raimondo Albert. I religiosi laici non accolsero con favore tale innovazione e reagirono eleggendo un altro maestro. Per sanare lo scontro tra le due fazioni fu necessario l'intervento di papa Giovanni XXII, che dichiarò nulle le due elezioni e nominò Raimondo Albert capo dell'ordine.
Raimondo Albert riformò l'organizzazione giuridica dell'ordine nel 1327 promulgò delle nuove costituzioni che codificarono il nuovo carattere clericale assunto dai mercedari e divisero l'ordine in province. La vita spirituale e culturale dell'ordine e la sua attività ebbero un grande impulso dal suo generalato, ma l'epidemia di peste del 1348 causò numerose vittime tra i religiosi, tanto che si progettò di fondere i mercedari con l'ordine della Santissima Trinità, che aveva gli stessi scopi.
Le sorti dell'ordine si risollevarono sotto i generalati di Antonio Caxal (1404-1417) e, soprattutto, di Natale Gaver (1452-1474), che ottenne dalla Santa Sede il privilegio dell'esenzione dalla giurisdizione dei vescovi.
I mercedari decisero di indirizzare la loro opera all'America centro-meridionale subito dopo la scoperta del nuovo continente: Giovanni Zolorzano accompagnò Cristoforo Colombo nel suo secondo viaggio al nuovo mondo e Bartolomeo de Olmedo fu consigliere e confessore di Hernán Cortés in Messico. Nel 1514 venne fondato un convento a Santo Domingo che divenne il centro di irradiazione mercedaria in tutta l'America latina.
La riforma della Chiesa promossa dal concilio di Trento diede nuova vitalità all'ordine: dal collegio dei mercedari a Salamanca uscirono numerosi teologi e filosofi che si dedicarono all'insegnamento presso la locale università. Tra i religiosi del periodo emerge la figura di Gabriel Télles, ovvero Tirso de Molina, uno dei maggiori autori drammatici della letteratura spagnola. Il 26 luglio 1690 papa Alessandro VII annoverò i mercedari tra gli ordini mendicanti.
L'8 maggio 1603 Giovanni Battista del Santissimo Sacramento, assieme a cinque compagni, iniziò nell'ordine un movimento di maggiore austerità, fondando conventi di recollezione: sorse così il ramo dei Mercedari Scalzi e delle monache Mercedarie Scalze.

### Decadenza e rinascita
L'ordine venne duramente colpito dalle conseguenze della Rivoluzione francese, delle guerre napoleoniche e dalla politica ecclesiastica dei governi europei del XIX secolo: tra il 1834 e il 1880, a causa dell'impossibilità di celebrare capitoli, i mercedari rimasero privi di maestro generale e vennero retti da vicari di nomina pontificia. Il 31 luglio 1880 la Santa Sede nominò maestro generale il cileno Pietro Armengaudio Valenzuela, commendatore del convento di Valparaíso, che pose la sua residenza a Roma. Radunati i mercedari superstiti Valenzuela sottopose all'esame della Santa Sede delle nuove costituzioni, approvate nel 1895, che permisero ai religiosi di aggiungere all'opera a favore degli schiavi e dei perseguitati per la fede altre finalità, come l'istruzione della gioventù, le opere di misericordia, la catechesi e altri ministeri sacerdotali.
Nel 1911 Valenzuela venne nominato vescovo di Ancud e abbandonò il generalato, lasciando l'ordine in una fase di nuova espansione, specialmente nell'America meridionale.

## Spiritualità

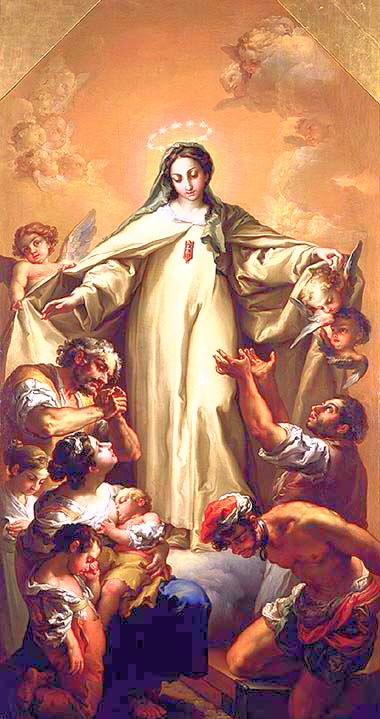
L'immagine di Nostra Signora della Mercede conservata presso la casa generalizia dell'ordine

La spiritualità dei mercedari è fondata sull'imitazione di Gesù visto come Redentore dell'umanità; è inoltre tipica dei religiosi la devozione a Maria, invocata con il titolo di Nostra Signora della Mercede, ritenuta ispiratrice di Pietro Nolasco per la fondazione dell'ordine.
Anche se la scuola teologica mercedaria non ebbe mai caratteristiche peculiari, i teologi dell'ordine, discostandosi dal tomismo, sostennero sin dal XIII secolo la teoria dell'Immacolata Concezione di Maria.
Oltre al fondatore, il cui culto venne esteso alla Chiesa universale da papa Urbano VIII nel 1628, sono numerosi i mercedari innalzati agli onori degli altari. Tra loro: Raimondo Nonnato, che fu schiavo in Africa e, dopo la liberazione, venne creato cardinale; Serapione Scott, morto per i supplizi inflittigli dai musulmani; Pietro Pascasio, vescovo di Jaèn; Pietro Armengol; Pietro Nolasco Perra. I Beati 20 Mercedari di Palermo Confessori, Martiri della Carità, tra i quali spicca il nome del
Beato Vincenzo Salanitro, Sacerdote.

## Attività
L'ordine è sorto per la redenzione degli schiavi cristiani dei musulmani: i religiosi, oltre ai tre voti di povertà, obbedienza e castità, emettono un quarto voto di redenzione, mediante il quale si impegnano a sostituire con la loro persona i prigionieri in pericolo di rinnegare la fede.
Si stima che il numero dei cristiani riscattati dai mercedari nel corso dei secoli sia di circa 100 000: i religiosi effettuarono la loro ultima "redenzione" nel 1798, quando riscattarono a Tunisi 830 prigionieri catturati dai pirati a Carloforte, in Sardegna.
Pur conservando il primitivo scopo della redenzione, dopo la scomparsa della schiavitù, nel XIX secolo l'ordine si è votato alle missioni e all'istruzione della gioventù.
Dopo il concilio Vaticano II si è celebrato un capitolo generale speciale per l'aggiornamento delle costituzioni che ha stabilito che l'ordine doveva lottare contro le nuove forme di schiavitù di carattere sociale politico e psicologico. L'ordine ha quindi esteso il suo apostolato ai detenuti, agli ex detenuti, ai loro familiari e all'aiuto ai cristiani perseguitati o oppressi per motivi religiosi.

## Governo dell'ordine
La suprema autorità dell'ordine è il maestro generale: fino al 1574 la sua carica era vitalizia, poi il suo ufficio fu ridotto a sei anni; con le costituzioni del 1895 il suo mandato venne elevato a dodici anni, ma nel 1919 tornò a sei anni.
La residenza del maestro generale dell'ordine è in via Monte Carmelo a Roma.

## L'abito mercedario

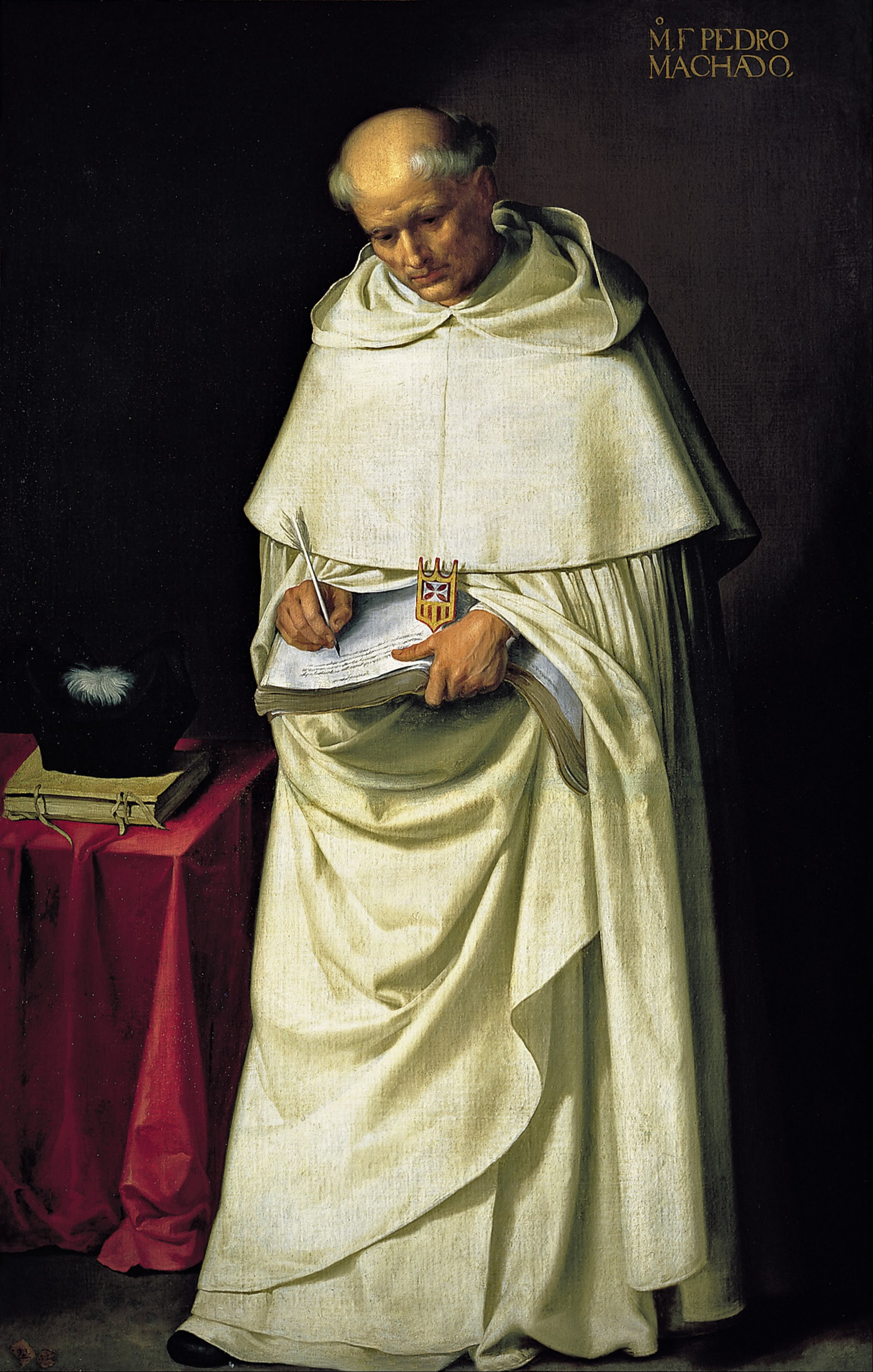
Ritratto di mercedario (Pedro Machado), di Francisco de Zurbarán

L'abito dei frati mercedari è completamente bianco ed è costituito da una tunica stretta in vita da una cintura di cuoio, scapolare e cappuccio. Sul petto i religiosi portano lo stemma dell'ordine: uno scudo recante la croce simbolo della cattedrale di Barcellona e lo stemma di Giacomo I d'Aragona (d'oro a quattro pali di rosso). I superiori possono concedere ai mercedari di indossare fuori dai conventi anche altri abiti, ma sempre con il distintivo con lo stemma dell'ordine.
Il colore bianco dell'abito è tradizionalmente riferito alla visione della Vergine che il fondatore ebbe nel coro della chiesa del convento di Barcellona: Maria, infatti, sarebbe apparsa a Pietro Nolasco con un "abito candidissimo".
Le regole originali prescrivevano per la confezione dell'abito l'uso della lana (il tessuto più diffuso tra i poveri nel XIII secolo), mentre quelle attuali si limitano a raccomandare un tessuto umile.

## La famiglia mercedaria
Il secondo ordine mercedario, composto da religiose di voti solenni, venne fondato da Bernardo da Corbara, priore del convento di Barcellona, che diede l'abito a Maria de Cervellòn, fondatrice delle monache mercedarie.
Tra il XIX e il XX secolo sorsero numerose congregazioni femminili che presero il nome e si aggregarono all'ordine andando a costituire il terz'ordine regolare mercedario: le missionarie di San Gervasio, fondate da Lutgarda Mas y Mateu a Barcellona il 21 novembre 1860; le suore mercedarie, sorte a Nancy nel 1864; le suore della Carità, fondate a Malaga il 16 marzo 1878 da Juan Nepomuceno Zegrí y Moreno; le suore del Bambino Gesù, fondate a Córdoba, in Argentina, nel 1887; le Mercedarie del Santissimo Sacramento, fondate il 25 marzo 1910 a Città del Messico da Maria del Refugio Aguilar y Torres; le missionarie di Bérriz, nate il 23 maggio 1930. le missionarie del Brasile, sorte nel 1938 nel Piauí a opera di Inocencio López Santamaría.
I fedeli laici che intendono legarsi spiritualmente all'ordine senza abbracciare la vita religiosa hanno la possibilità di iscriversi al terz'ordine secolare, che ebbe origine nel 1233, o alle confraternite aggregate alle arciconfraternite di Nostra Signora della Mercede di Madrid o di Sant'Adriano a Roma.

## Statistiche
I frati sono presenti in Europa (Italia, Spagna), nelle Americhe (Argentina, Bolivia, Brasile, Cile, Colombia, Ecuador, El Salvador, Honduras, Guatemala, Messico, Panama, Perù, Porto Rico, Repubblica Dominicana, Stati Uniti d'America, Venezuela), in Africa (Angola, Camerun, Repubblica Democratica del Congo) e in India.
Alla fine del 2008 la congregazione contava 160 case e 732 membri, 514 dei quali sacerdoti.
Nella seguente tabella, accanto all'indicazione dell'anno è riportato il numero delle province dell'ordine, seguito da quello dei conventi, da quello dei religiosi professi e da quello complessivo degli appartenenti all'ordine.
| anno | province | case | religiosi professi | membri |
| ---- | -------- | ---- | ------------------ | ------ |
| 1550 | 4        | 106  | -                  | 934    |
| 1650 | 16       | 230  | -                  | 4 000  |
| 1750 | 17       | 245  | -                  | 4 495  |
| 1834 | 17       | 200  | -                  | 1 458  |
| 1869 | 4        | 26   | -                  | 315    |
| 1900 | 9        | 38   | 440                | 478    |
| 1925 | 12       | 65   | 481                | 502    |
| 1950 | 12       | 88   | 705                | 786    |
| 1965 | 8        | 133  | 996                | 1 061  |
| 1978 | 8        | 152  | 773                | 818    |